# 城市軌道交通
，是都市公共交通系統的一種，泛指在城市中沿特定鐵軌運行的公共交通工具，在台灣又稱作「大眾捷運系統」。

## 類型
城市轨道交通系统是对此一系统的现象进行描述的命名方法，“城市”（Urban）指在人口稠密的城市地区，“轨道交通”是指以轨道形式为主的交通模式，其中又包括了地鐵（Metro）、通勤铁路、轻轨（Light Rail Transit）、有軌電車（Tram）、單軌（Monorail）、自動導向軌道系統（AGT或APM），（可能亦包括导向巴士（Guided bus）、地面纜車（Funicular））等多种类型。
城市轨道交通在中国大陆的定義是：“采用专用轨道导向运行的城市公共客运交通系统，包括地铁系统、轻轨系统、单轨系统、有轨电车、磁浮系统、自动导向轨道系统、市域快速轨道系统。”
臺灣依《大眾捷運法》定義是：「指利用地面、地下或高架設施，使用專用動力車輛，行駛於導引之路線，並以密集班次、大量快速輸送都市及鄰近地區旅客之公共運輸系統。」

### 地鐵及捷運
地鐵（Metro）是指城市軌道交通的分類下，使用傳統鋼軌鋼輪系統的技術形式。與其他技術如自動導向軌道系統（AGT或APM）、單軌（Monorail）、磁浮（Maglev）等有別，分別對應不同的英語詞彙。捷運或大眾捷運系統（Mass Rapid Transit, MRT）則是以服務城市內運輸的軌道系統之通稱，意同於城市軌道交通，但在中文環境中可與「地鐵」一詞通用，特別在台灣。
換言之，地鐵一般指傳統鋼軌鋼輪系統者，亦為世界上最常見之系統形式。倫敦地鐵是世界上首個地鐵系統，故「地鐵」一詞沿用至今。大多數的地鐵系統都建造於地底之下，有時為了配合修築的環境、建設成本等，也有地面及地上的路段存在，因此通常涵蓋了都會地區各種地底與地面上的高、中運量交通運輸系統。
- 倫敦地鐵查令十字站的一個入口
- 東京的地下鐵系統是亞洲首個地鐵系統
- 紐約地鐵是世界上最多車站的地鐵系統，並每日提供24小時服務
- 臺北捷運381型列車

### 通勤鐵路
- 港鐵東鐵綫
- JR東海道線
- 位於南非豪登省、服務約翰內斯堡和比勒陀利亞都市的通勤鐵路服務網絡豪登都市鐵路
- 智利瓦爾帕萊索的通勤鐵路利馬切-港口列車

通勤鐵路又稱為市域（郊）鐵路，一般是指利用現有的城際鐵路改建升級，使之能在城市區域內提供中長距離運輸服務之路線，主要服務都市圈中心城市與周邊城鎮的通勤客流，服務範圍50~100Km。不同於城際鐵路主要服務城市之間長距離商務、探親、旅遊等客流，服務範圍100~300Km；地鐵主要解決城市內部短距離通勤，服務範圍30~50Km，因此三者依「區域範圍」區分。例如香港的港鐵東鐵綫是重型鐵路系統，服務對象同時包括短距離通勤乘客和中長距離的跨境乘客。台灣鐵路公司「區間車」亦屬之（不同於服務西部幹線、東部幹線、南迴線等長程運輸之鐵路幹線，如自強號、莒光號）。2000年後的台灣鐵路亦開始推行「捷運化」，逐漸納入城市軌道交通的一環，不再僅以服務中長程運輸為主。韓國首都圈廣域急行鐵道（GTX），由SG鐵道負責營運，全長83.1公里，共設11站，部分路段與SRT水西平澤高速線共軌。馬來西亞通勤鐵路由馬來亞鐵道KTM提供服務，並將1、2號線列入巴生谷綜合運輸系統（城市軌道交通）的組成。德國S-Bahn由德國國鐵（DB）運營，聯繫城市中心及週邊地區的市郊鐵路系統。
在部分鐵路發達的國家與地鐵之界線十分模糊，更甚者會與地下鐵路作直通運轉，如日本東海道線（JR），服務對象也同時包括短距離通勤乘客和中長距離跨縣的城際乘客，但也有專門用於通勤的路線，如山手線。

### 輕軌（輕鐵）
「輕軌」源自1972年由美國城市大眾運輸管理局（UTMA）「light rail」一詞，「輕」是指「為輕載、快速移動而設計」，「載客量」是這個定義的關鍵。輕軌與地鐵（metro）使用同樣技術，可以說是車廂容量較小、運量略低的地鐵、使用小編組的地鐵系統（運能約10,000~ 30,000人/小時，為中等運能），有些國家兩者亦無嚴格區分。在中國大陸地區，把使用地鐵C型列車等中運量列車稱作輕軌。海外國家或地區所稱之「輕軌」亦有相似的概念，如吉隆坡輕快鐵系統3、4號線（英文為LRT）；印尼大雅加達輕軌、巨港輕軌；馬尼拉輕軌；倫敦碼頭區輕軌；香港輕鐵。
簡言之，中國大陸與海外國家所稱之輕軌，台灣稱為中運量捷運系統；台灣所稱的「輕軌」，國際上稱作「有軌電車（Tram）」。然而，有些國家和地區雖使用APM/AGT系統，仍稱其為輕軌。如：新加坡榜鵝輕軌、澳門輕軌、南韓議政府輕電鐵等。
港鐵便包括一個擁有十二條路綫的輕鐵系統。2019年12月10日，澳門輕軌氹仔線部分路段通車，成為澳門第一條通車的輕軌路線。台灣屬於此類型者例如台北捷運環狀線、萬大線；新北捷運三鶯線；桃園捷運綠線；台中捷運綠線；高雄捷運黃線等。
- 除重型鐵路系統之外，港鐵擁有的香港輕鐵是全球最高時速的無閉塞輕鐵系統之一
- 美國休斯頓輕軌
- 曼徹斯特輕鐵
- 位於埃塞俄比亞首都的阿迪斯阿貝巴輕軌
- 巴西里約熱內盧輕軌

### 有軌電車
「有軌電車（Tram；北美Streetcar /Trolley）」與「地鐵」的區分方式在於路線適應能力的不同，「有軌電車」指具備和汽車混合行駛能力的城市軌道交通系統。有軌電車由於可以與其他交通工具共同使用道路路面，有軌電車車廂（Tramcar）大多採取低底盤設計，搭配低月台簡易車站或直接由街道上下車，具備因地制宜之彈性。但是隨著現代公共交通技術的發展，也有越來越多的城市採用有軌電車或輕軌混合的方式，在腹地寬廣的地方與汽車共用道路路面，在腹地狹窄的地方則單獨使用高架軌道，根據具體情況靈活設站，兩者的分界也越來越模糊。
例如德國科隆为例，Stadtbahn介於地铁（U-Bahn）和有轨电车兩者之間，以地铁标准兴建的有轨电车线路，在既有的有轨电车路网上改进。在城市中心，將路面电车线路改为隧道（或高架桥），并拥有专有路权、地下車站，提升效率；在城市外围像有轨电车一样与其他交通方式混行。不仅在城市中心实现了类似传统地铁一样的效能，更有效運用既有电车線路，大幅降低建設成本。

德國卡爾斯魯厄市在 20 世紀 80 年代末，開創性地使用能夠透過專門建造的連接在S-Bahn（郊區鐵路）和有軌電車軌道上運行的車輛而得名，從而創建了卡爾斯魯厄城市鐵路 (Karlsruhe Stadtbahn)。有軌電車經過改造，能夠像城市有軌電車一樣在街道上運行，但也可以與幹線鐵路一起運行。這使得服務可以利用現有的城市有軌電車系統和幹線鐵路路網和車站。它將有軌電車或輕軌的城市可及性與郊區幹線列車的更快速度結合在一起，即為「Tram-train」。這個概念通常被稱為卡爾斯魯厄模式（Karlsruhe model）。此後它已被其他城市採用，例如法國的米盧斯以及德國的卡塞爾、諾德豪森和薩爾布呂肯。
- 里斯本電車
- 多倫多電車的龐巴迪低地台電車，可供輪椅上落
- 香港電車是全球現存唯一全數採用雙層電車的電車系統（另外有英國黑池電車和埃及亞歷山卓電車部分路線使用雙層電車，非全數採用）
- 加爾各答電車巴利根戈總站
- 埃及亞歷山卓電車的雙層電車

現代有軌電車由傳統路面電車改良發展而來，最早並在商業上取得成功的有軌電車線於1881年座落於德國柏林，該線最初以導電軌供電，但於1883年改為使用架空電纜。十九世紀末至二十世紀，有軌電車曾經是眾多城市內部公共交通的主力。在歐美、澳洲、日本及中国等地，有轨电车曾经相当普及，大中城市如三藩市、墨西哥城、倫敦、馬德里、赫爾辛基、雅典、伊斯坦堡、上海、北京、天津、广州、哈尔滨、沈阳、长春、大连、鞍山、京都、大阪、廣島、墨爾本等均有建设。二戰結束后至1970年代，由於汽車技術成熟及普及，很多城市（如洛桑、孟買、雅加達、曼谷、珀斯、悉尼等）的有轨电车系统被認為阻礙路面交通而被拆除，大部分相關服務被公共汽車取代。在中國，仅有长春、大连的有轨电车还保留或改建，作为普通（非观光）市内公共交通工具。在1990年代起，歐美、澳洲等地重新展開有軌電車的建設，都柏林、倫敦、伯明翰、雅典、伊斯坦堡、渥太華、休斯頓、悉尼等曾全面淘汰有軌電車的城市均重新引入了現代有軌電車系統。中国大陆則於二十一世纪重新开展了新一轮的有轨电车建设，包括南京、沈阳、淮安、苏州、上海、北京、佛山、海口等大、中型城市均建設了現代化的有轨电车線。而於香港港島運行的電車全部採用雙層電車，為全球現存唯一全數採用雙層電車的電車系統。2015年，高雄捷運環狀輕軌部分路段通車，成為台灣第一條通車的輕軌（有軌電車）路線。

### 单轨
- 德國烏帕塔爾空铁是懸吊式單軌，為歷史最悠久並仍然在運作中的全電動單軌系统
- 日本湘南單軌電車
- 中國重慶軌道交通2號線，圖中的李子壩站為高架車站，以下樓層是商鋪，以上則是住宅
- 新加坡聖淘沙捷運

單軌是一種新型的運輸工具，可分為跨坐式、懸吊式單軌。其適應性高：爬坡能力強、轉彎半徑小、視覺衝擊低，但運能則相對較低。故此常用於人口非常密集的都市核心區或地理限制較大的近郊地區作擴大鐵路服務範圍之用，規模中等的城市也可作為鐵路網的骨幹。例如日本的東京單軌電車；馬來西亞的吉隆坡單軌列車；新加坡的聖淘沙捷運及中国大陆重庆市重庆轨道交通二号线和三号线，武漢市光谷空軌為懸吊式單軌。

## 歷史

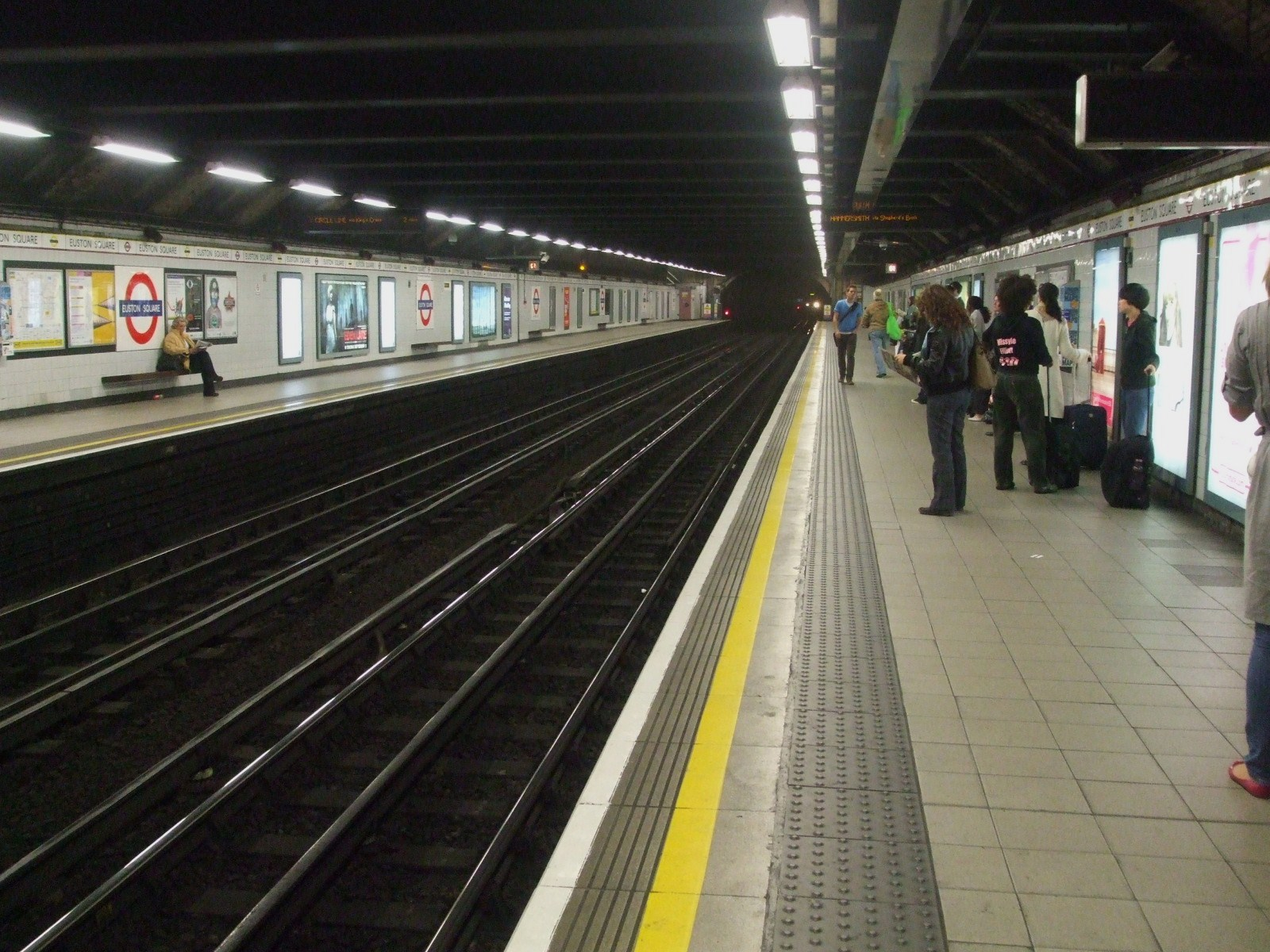
所在的英國倫敦地鐵大都會線是世上第一條地鐵線，其首通段於1863年落成，圖中的尤斯頓廣場站亦位於首通段

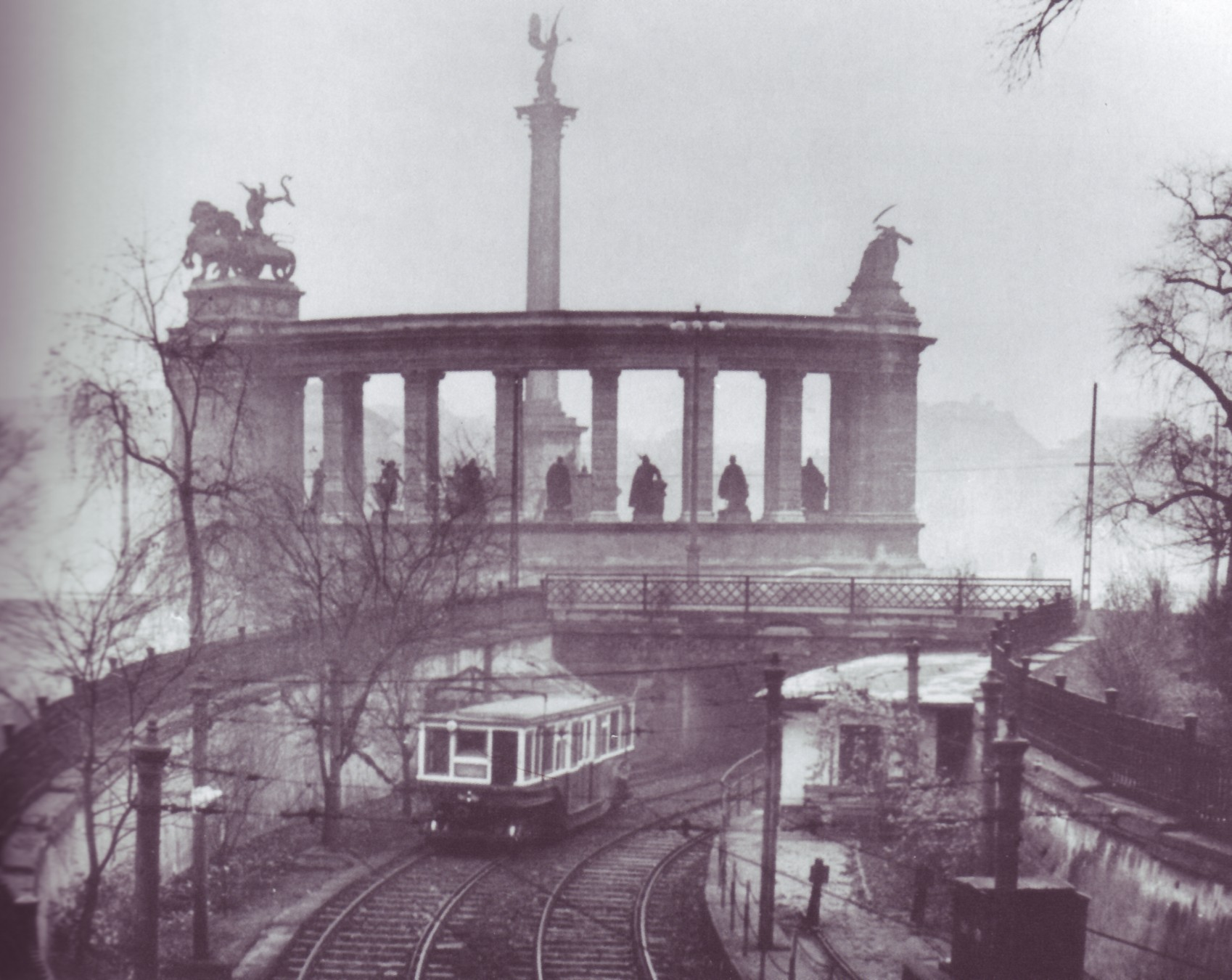
匈牙利布達佩斯地鐵是歐洲大陸首個電動地鐵系統

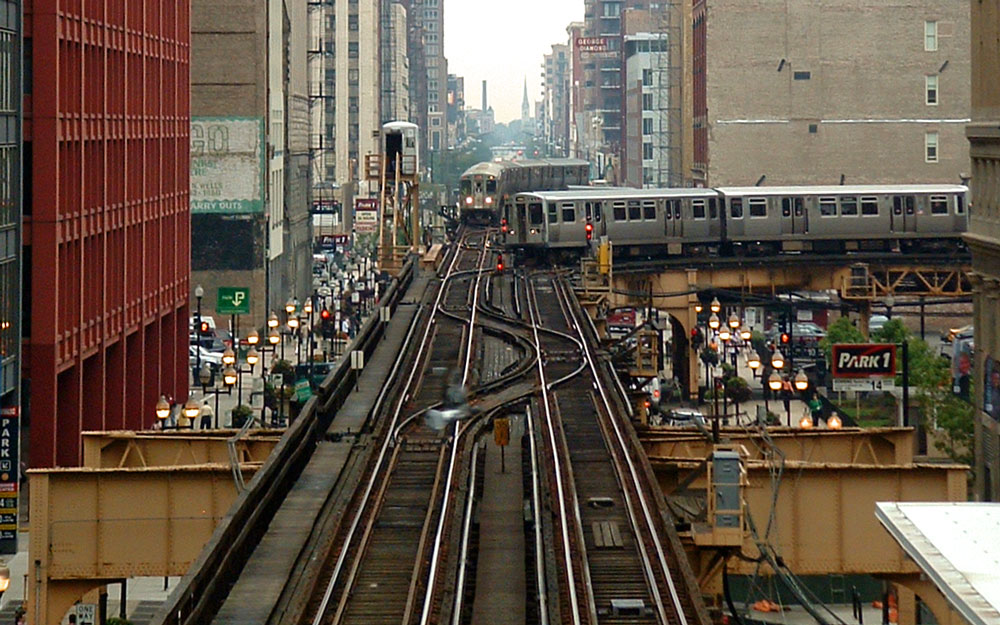
美國芝加哥的城市軌道交通系統

由於地面鐵路的發展歷史早於地下鐵路，不少同樣屬於城市軌道交通的通勤鐵路落成的歷史比地鐵悠久。譬如在倫敦，滑鐵盧至雷丁線九橡樹至沃金段、九橡樹至列治文段（當時屬倫敦及南安普敦鐵路）先後於1838年及1846年落成，並於倫敦市郊設立車站。這比1863年通車的大都會鐵路（倫敦首條地鐵）悠久。在紐約，通勒鐵路長島鐵路（主線於1844年全線通車）的歷史亦較紐約地鐵（高架段最早部分於1868年通車、地下段於1904年通車）悠久。

### 地下鐵路
世界上首條地下鐵路系統是在1863年開通的英國倫敦大都會鐵路，是為了解決當時倫敦的交通堵塞問題而建。當時電力尚未普及，所以即使是地下鐵路也只能用蒸汽機車。由於車輛釋放出的廢氣對人體有害，所以當時的隧道每隔一段距離便要有和地面打通的通風槽。

## 用途

### 客运
絕大多數的城市軌道交通系統都是用來運載市內通勤的乘客，而在很多場合下城市軌道交通系統都會被當成城市交通的骨幹。通常，城市軌道交通系統是許多都市用以解決交通堵塞問題的方法。

### 货运
美國的芝加哥曾有用來運載貨物的地下鐵路；英國倫敦亦有專門運載郵件的地下鐵路。但兩條鐵路已先後在1959年及2003年停用。

### 人防
在戰爭（如第二次世界大戰）時，地下鐵路亦會被用作工廠或防空洞。不少國家（如韓國）的地鐵系統，在設計時都有把戰爭可能計算在設計內，所以無論是鐵路的深度、人群控制方面，都同時兼顧日常交通及國防的需要。

### 避開惡劣天氣
有些地方的地下鐵路建筑在地底下为的不单是避开地面的繁忙交通及房屋，还有为避免铁路系统受到户外的恶劣天气的破坏，負面教材有莫斯科地鐵地面線：4號及12號線，受到极端寒冷天气的肆虐导致维修费用已经远远高过地下线的建造及维修费用。

### 国力象征
另外，城市轨道交通系統亦被用作展示國家在經濟、社會以及技術上高人一等的指標。例如前蘇聯的地下鐵路系統便以車站裝飾華麗出名，而朝鲜首都平壤的地下鐵路系統亦有堂皇的裝飾。

### 觀光
部分軌道交通兼有觀光用途，如東京百合海鷗號、上海外滩观光隧道等。

## 技术

### 車輛
最初的城市軌道系統車廂是木製的，後來改為鋼製以減少火災發生造成的危險。自1953年開通的多倫多的地下鐵路，車廂開始再改良為鋁製，有效減少維修成本和重量。

### 隧道

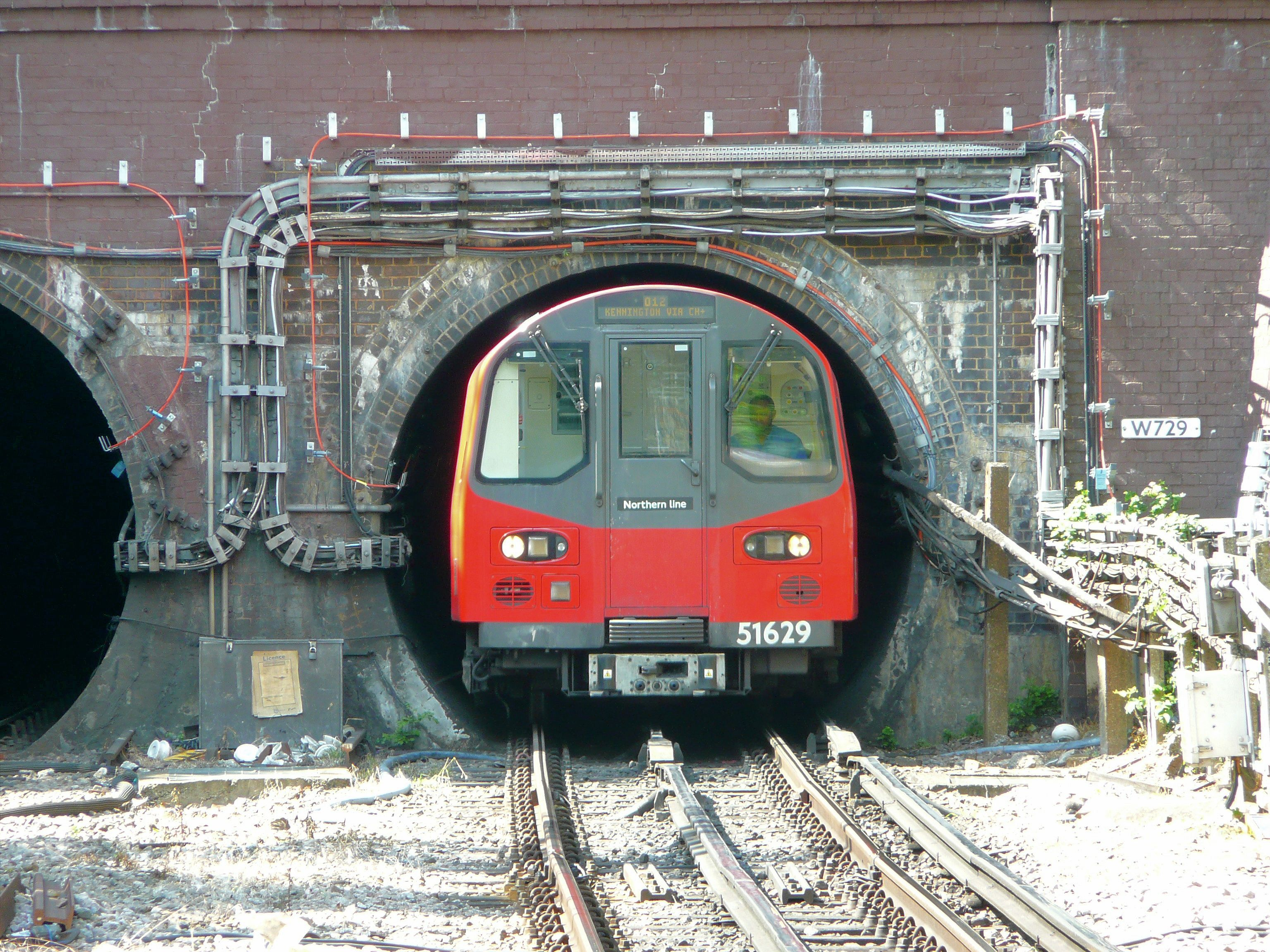
該隧道明顯顯示了倫敦地鐵暱稱「管子」的由來。該列車位於倫敦地鐵北線 (1995 Tube Stock)

很多地下鐵路行走的隧道，都比在国铁上的更小；所以一般而言地下鐵路的列車體積一般比較小。有時隧道甚至會限制列車的形狀設計，例如倫敦地鐵的部份列車便是。

### 能源
為了加密班次、減少城市內部的空氣污染，大部分城市軌道系統均採用電力為動力來源。雖然如此，仍有部分系統（主要為通勤鐵路）並未電氣化，需要以柴油作為能源。以柴聯車提供服務的系統包括印尼泗水 (印尼)通勤鐵路、英國奇爾特恩主線（於大倫敦提供通勤列車服務）等。

### 动力
大部份的城市軌道系統都是使用動力分散式的动车组列车（即使用動車車廂，每一節車廂都擁有自己的動力），而不使用動力集中式列车。如果使用動力集中式，經常出現推拉運作。

### 驾驶
大多數均需要司機駕駛，但近年部份較為先進的國家開始引入列車自動操作系統。在倫敦、巴黎、台北、高雄、新加坡和香港、上海等地的個別線路上，司機僅負責啟動、開關門等的簡單操作而毋需控制列車。現在部分路線更能做到全自動駕駛，車上無須司機操作列車，由控制中心的電腦集中控制，以節省人力成本，例如溫哥華Skytrain、新加坡地鐵、文湖線等。

### 軌道和車輪
一般的城市軌道系統使用鐵軌和金屬車輪。但近年來亦有系統使用混凝土路軌或橡膠車輪（和一般機動車相近），或兩者兼用。

## 營運

### 资金来源
城市軌道交通系統的運營方式可大致分為兩種。一是由政府或自治團體來興建、營運，被稱為公營。另一個則是由民營企業興建、營運，是為民營。同時還存在著第三種營運方式，經營者雖然是民營企業，但出資者則是公營團體，即PPP模式，這在歐洲和日本較常見。
由於興建城市軌道交通需要大量資金，主要資金來源為政府提供，或向銀行借貸。自香港鐵路有限公司以地產（主要為車站／車廠上蓋發展為地產項目）補助鐵路營運模式獲得成功後，各地已有不少城市軌道交通公司仿效（如深圳地鐵集團）。這種模式以政府提供車站及／或車廠地皮，作交通系統的興建資金來源，由城市軌道交通公司尋找地產開發公司合作開發上蓋項目。

### 收费方式
目前大多數國家的軌道交通票價是按照乘坐距離（或依里程劃分不同區間）來決定的，搭乘愈遠需付的票價愈高。在一些歐洲國家如英國、德國等，軌道交通的票價採取地域制，以某地方為中心，向外輻射來劃定收費區，按收費區計價。對於路線長度較短的系統和资本主義國家，如莫斯科地鐵、纽约地鐵、墨西哥城地铁等軌道交通系統的票價無論時間還是乘車長度的長短都是定額的。很多國家組織了交通營運聯合體，軌道交通系統與其他大眾運輸工具進行票證整合，軌道交通系統的車票在其他交通工具（如公共汽車或地區鐵路）上也能使用。
很多城市軌道交通系統導入了自動收費系統，這樣可節省大量人工，節省運營成本。只要插入專用車票或IC卡，自動收費系統的驗票閘門就可自動放行。在日本，城市軌道交通系統的自動收費裝置還有諸如自動判定票的餘額是否不足與判定使用次數等智慧功能。
另外在德國和奥地利等國，軌道交通系統營運採用實行「自助餐制」（信用乘车方式）。全面廢止在車站內驗票，而是在車內進行突擊驗票。在這個情況，若是逃票要繳交正常票價8倍以上的高額罰款（這些國家內的其他市内交通機關也施行同樣的制度）。若境外遊客逃票超過一定次數，甚至會影響該遊客的誠信檔案以至於無法成功辦理第二次簽證。

## 运行

### 运行间隔
由於都市內交通運輸擁塞，大眾普遍要求「不需要太長等候時間就能搭乘」。為此列車的運行間隔通常被設定10分鐘以下，莫斯科在交通尖峰時段更是一分鐘就有一班次。但在一些较长或客流量少的线路班距可在10分钟以上，如大连地铁3号线低峰时段、台北捷運小碧潭支線全日等。

### 运行模式
絕大多數的路線均是各站皆停。但通勤鐵路或部分路線長度較長的地鐵，會有開行快車，快車會不停一些較小型的車站，如广州地铁21号线、北京地铁6号线、倫敦伊利沙伯線等。

### 运行时间
世界的大部分的軌道交通線路，從早晨6點營運到凌晨12點左右。通常於早晨4點至7點發首班車，晚上10點至凌晨1點發末班車。伦敦（僅限週五、六晚上）、芝加哥和纽约是少數的例外，24小時通宵營運。

## 外部連結
- （英文）Urbanrail.net（页面存档备份，存于）
- 建标［1999］81号《城市快速轨道交通工程项目建设标准》[永久]
- 地铁限界标准__CJJ96-2003
- 建标 １０４－２００８《城市轨道交通工程项目建设标准》[永久]
- GB 50490-2009 城市轨道交通技术规范[永久]